# 卡梅里諾大學
卡梅里諾大學（義大利語：Università degli Studi di Camerino）是一所位于意大利卡梅里諾的大學，其歷史可追溯到1336年，教皇額我略十一世在1377年1月29日頒佈詔令允許其教授民法和教會法，後來由於卡梅里諾的衰落而在1600年左右自然消失。1726年11月27日市議會重新向教皇本篤十三世提出建立大學的請求，隨著1727年7月教皇詔令的頒佈，該大學得以復興。現在它是意大利國内較好的大學之一。

## 外部連結
- 官方网站  （意大利文）

43°08′09″N 13°04′07″E / 43.13583°N 13.06861°E